# Баядерка
Баядерка (на френски: La Bayadère) е класически балет на френския балетмайстор Мариус Петипа и руския либретист Сергей Худеков по музика на Лудвиг Минкус. Балетът е създаден за бенефиса на примата на Имперския руски балет Екатерина Вазем (в ролята на Никия). Премиерата е в Каменния театър в Санкт Петербург на 23 януари (4 февруари) 1877 г. Сцената от Царството на сенките е една от най-известните в балетното изкуство и се счита за шедьовър в кордебалета.
Оргиналната версия е в четири действия и седем сцени. Почти всички съвременни постановки са базирани на версията в три действия на Мариинския театър от 1941 г. на Вахтанг Чабукяни и Владимир Пономарьов. Версията на Наталия Макарова за Американския балетен театър също стъпва на Чабукяни и Пономарьов.

## Премиера
Първото представление е на 23 януари 1877 г. Диригент: Алексей Папков. В ролите:
- Никия – Екатерина Вазем
- Солор – Лев Иванов
- Гамзати – Мария Горшенкова
- Дугманта – Кристиян Йохансон
- Великия брамин – Николай Голц

## Сюжет
Внимание:  Текстът по-долу разкрива сюжета на произведението (или части от него)!
Действието се развива в Индия, в двора на раджата Дугманта. Любовта на баядерката (танцьорка в храм) Никия и воина Солор предизвиква гнева на великия брамин (тайно влюбен в Никия) и принцеса Гамзати (дъщерята на раджата, влюбена в Солор). Никия е извикана да танцува на празненство в храма и е смъртно ухапана от змия, скрита от Гамзати в кошница с цветя. Браминът предлага на Никия противоотрова в замяна на нейната любов, но Никия отказва и преди да умре напомня на Солор клетвата му за вечна вярност. Солор е покрусен и търси спасение. Под влияние на опиати той се пренася в Царството на сенките, където среща и танцува с духа на Никия. След като се връща в реалността, не може да се отърве от спомена за призрака. На сватбеното тържество, точно когато Гамзати и Солор трябва да разменят клетви за вярност, става земетресениие. Храмът се срутва и всички умират. В епилога, духовете на Никия и Солор се събират в отвъдното.

## На българска сцена
Баядерка във версията в три действия е поставена за първи път на сцената на Софийската опера и балет на 19.10.2012 г. Постановчик: Павел Сталинский. Диригент: Григор Паликаров по финансови причини дотогава са поставяни няколко съкратени версии или само третото действие.
В ролите са Росен Канев, Сара-Нора Кръстева, Марта Петкова, Веса Тонова, Дарина Бедева-Кънева, Катерина Петрова, Никола Хаджитанев.